# Хорна Стреда
Хорна Стреда (слч. Horná Streda) насељено је мјесто са административним статусом сеоске општине (слч. obec) у округу Ново Место на Ваху, у Тренчинском крају, Словачка Република.

## Становништво
| Година:    | 1994. | 2004.   | 2014.   | 2024.   |
| ---------- | ----- | ------- | ------- | ------- |
| Број људи: | 1328  | 1264    | 1350    | 1420    |
| Разлика:   |       | -4,81 % | +6,80 % | +5,18 % |

| Година:    | 2023. | 2024.   |
| ---------- | ----- | ------- |
| Број људи: | 1415  | 1420    |
| Разлика:   |       | +0,35 % |

Према подацима о броју становника из 2024. године насеље је имало 1420 становника.